# Henri Mathias Berthelot
Henri Mathias Berthelot (n. 7 decembrie 1861, Feurs, Loire, Franța – d. 28 ianuarie 1931, Paris, Île-de-France, Franța) a fost un general al armatei franceze. În Primul Război Mondial a fost șef de stat major al comandantului suprem al trupelor franceze pe Frontul de Vest, mareșalul Joseph Joffre. 
În a doua parte a războiului, începând cu luna octombrie 1916 a fost detașat în România, ca șef al Misiunii Militare Franceze. Pe toată durata misiunii în România generalul Berthelot a asigurat și rolul de consilier militar al regelui Ferdinand, comandantul de căpetenie al Armatei României.
În semn de recunoștință pentru meritele sale deosebite, generalul H. M. Berthelot a fost decorat cu cele mai înalte distincții ale statului român, a fost declarat cetățean de onoare al României și a fost ales membru de onoare al Academiei Române.
După război a îndeplinit diferite funcții de guvernator militar al unor departamente din Franța. A murit la 29 ianuarie 1931 de artrită.

## Biografie
Henri Mathias Berthelot s-a născut la 7 decembrie 1861 la Feurs, în Franța.
După ce a absolvit Academia Militară Saint-Cyr, în 1883, Berthelot a fost repartizat, pe rând, în Algeria, la Tonkin și la Annam. A luptat prima oară în timpul războiului chino-francez din 1884-1885. Începând cu anul 1907 și-a început activitatea pe lângă Statul Major General, inclusiv în perioada premergătoare izbucnirii Primului Război Mondial. În această perioadă, a participat, în subordinea generalului Joffre, la întocmirea planului de război, cunoscut sub denumirea de Planul XVII.
La izbucnirea războiului, în august 1914, Berthelot a fost numit șef de stat major al generalului Joseph Joffre, aceștia colaborând strâns în cadrul Primei bătălii de pe Marna. În luna noiembrie a aceluiași an, a primit comanda rezervelor la Soissons, după care a devenit comandant al Diviziei 53, iar în anul următor al Corpului XXXIII Armată .
La 3/16 octombrie 1916 a sosit în România Misiunea Militară Franceză, condusă de generalul Henri Mathias Berthelot. În perioada ianuarie - iunie 1917, acesta colaborează la refacerea și reorganizarea armatei române, pe teritoriul rămas liber al Moldovei. Personalul misiunii a fost detașat pe lângă comnadamentele române, până la nivel de comandament de divizie, inclusiv. Două secțiuni cu roluri distincte au fost Misiunea Aeronautică și Misiunea Serviciului Sanitar.

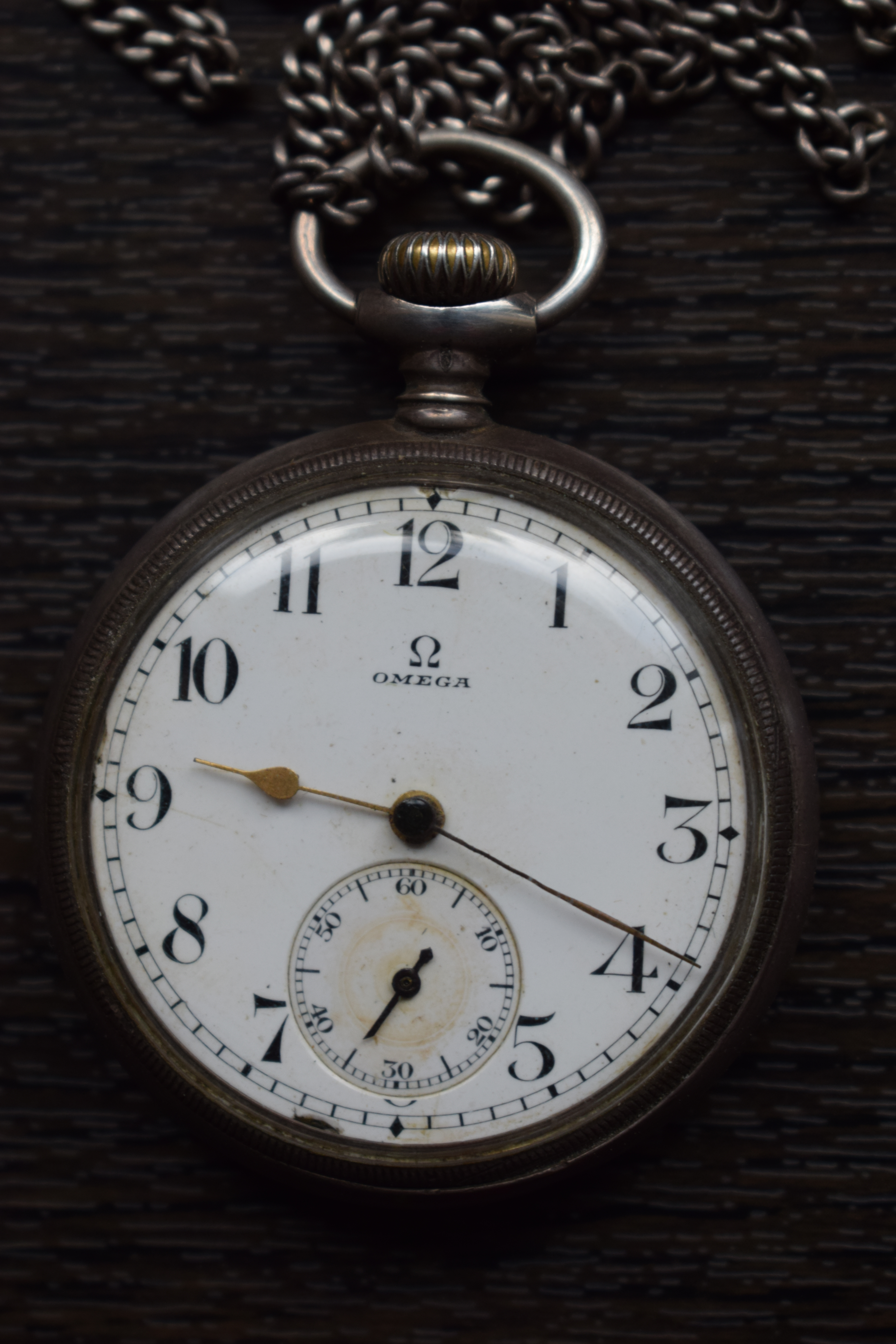

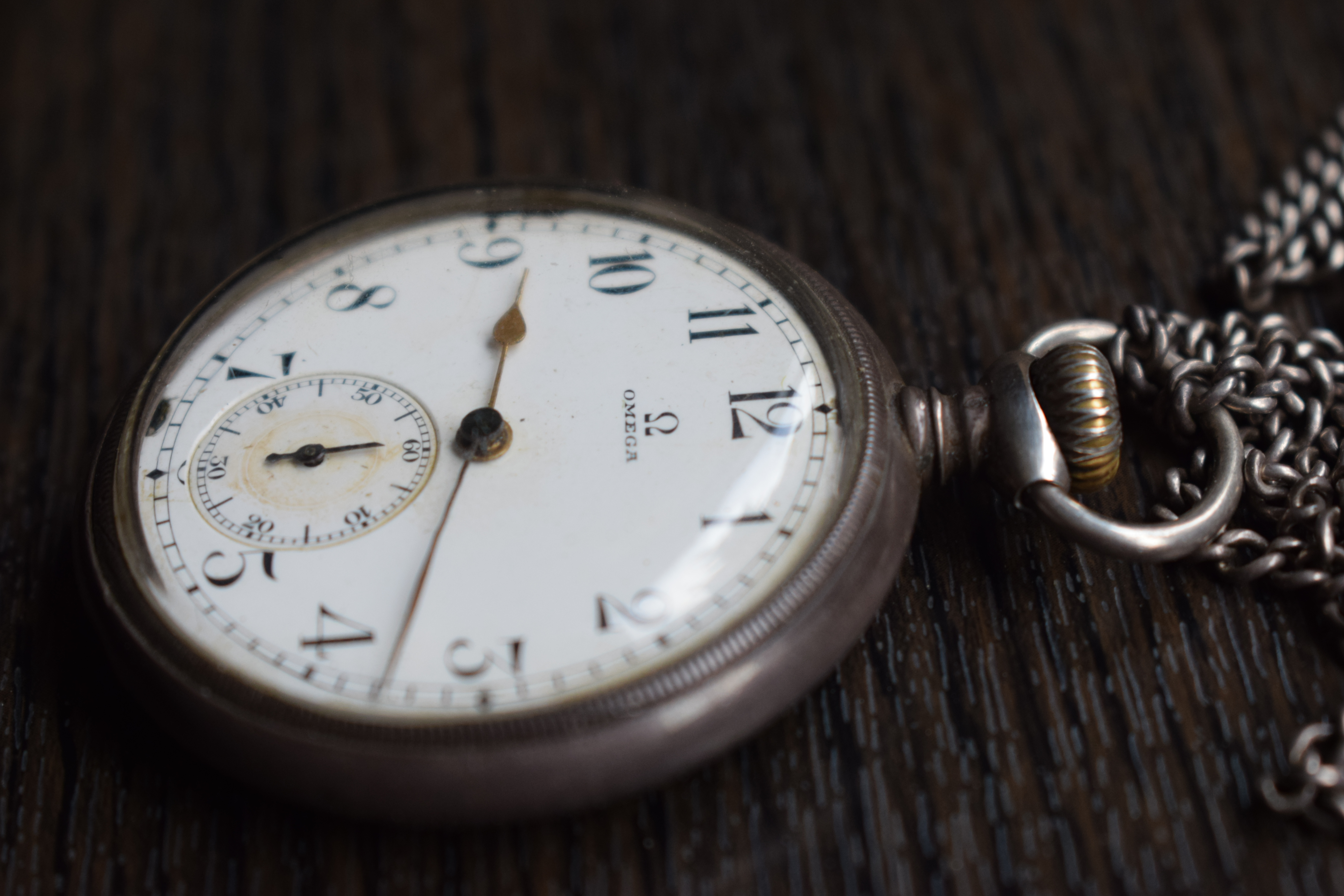

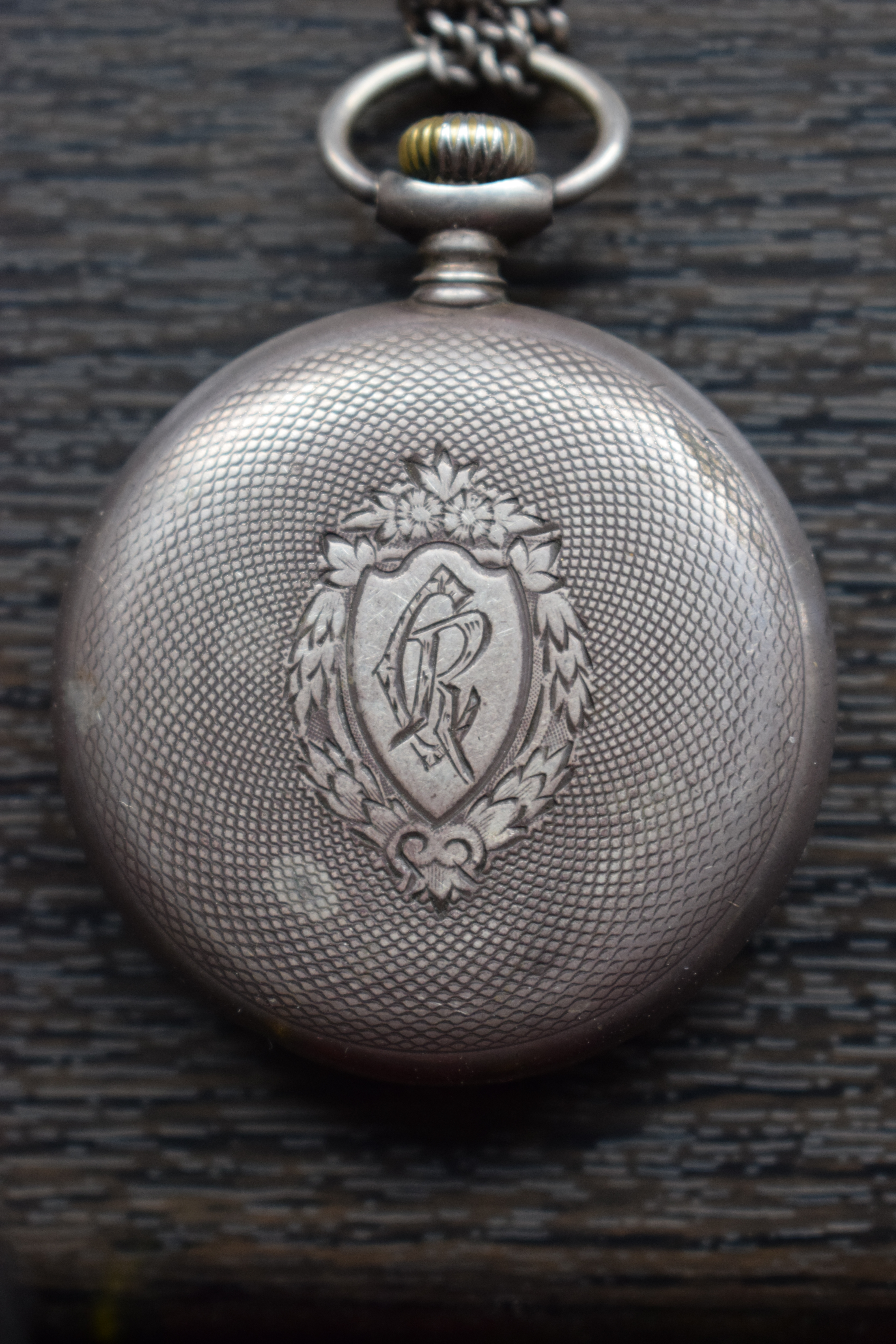
Ceasul Omega de argint dăruit de către generalul Berthelot părintelui Constantin I. Roșescu, preot ortodox și profesor din Iași, care i-a devenit prieten în timpul campaniei din România. Capacul din spate al ceasului poartă gravate inițialele „CR”. Părintele Roșescu a servit drept confesor militar, participând direct la bătălii.

În teritoriul liber al Moldovei, din ianuarie până în mai 1917, a avut loc refacerea și reorganizarea armatei române, simultan cu înzestrarea unităților cu echipamente militare moderne, comparabile cu cele aflate în dotarea inamicului. Cu ajutorul misiunii militare franceze și a echipamentului de luptă sosit din Franța și Anglia s-a reușit schimbarea înfățișării armatei române. Au fost organizate două armate române, cu un efectiv de aprox. 400.000 de oameni, intercalate între trei armate rusești însumând aproape 1.000.000 de militari. Astfel, ofensiva românească de la Mărăști (la 11 iulie), condusă de generalul Alexandru Averescu, și cea a generalilor Constantin Cristescu și Eremia Grigorescu, de la Mărășești (1-24 iulie) dejoacă planurile de luptă germane de ocupare a Moldovei și de cucerire a portului Odessa.
După semnarea tratatului preliminar de pace de la Buftea cu Puterile Centrale, personalul Misiunii Militare franceze a fost nevoit să părăsească România, la 10 martie 1918, ajungând în Franța în luna mai 1918, după o călătorie de două luni prin Rusia.
Generalul Berthelot a revenit în România, în fruntea unei noi misiuni militare, care va activa în perioada 1 octombrie 1918 și 4 mai 1919.:pp 175-218
Cu ocazia unirii de la 1 decembrie 1918, Generalul Henri Mathias Berthelot a spus următoarele cuvinte: „Sângele eroilor căzuți în luptele Marelui Război să fie pentru tine, o, frumoasă Românie, sămânța de noi virtuți, în așa fel încât copiii tăi să fie mereu demni de părinții lor și gata să-ți apere pământul sacru, atât de des invadat, dar în cele din urmă întregit prin efortul ultimelor generații”.
Manifestându-și atașamentul față de România, în momentul defilării unui detașament român la parada militară de la Paris, din 11 noiembrie 1919, generalul Berthelot s-a adresat generalului Ferdinand Foch cu următoarele cuvinte «Foch, saluez ! C'est la famille.» (Salutați-i, generale Foch! Sunt familia.)
În semn de recunoaștere a meritelor sale deosebite, după terminarea războiului și încheierea păcii, generalul H. M. Berthelot a fost decorat cu cele mai înalte distincții ale statului român , l-a declarat cetățean de onoare al României și i-a oferit un lot de teren și o locuință. În 1926 a fost ales membru de onoare al Academiei Române.:p. 20
Generalul a decedat pe 28 ianuarie 1931, iar pe 6 februarie 1931 s-a citit testamentul generalului Henri-Mathias Berthelot, care, spre a mulțumi nației românești pentru toate mărturiile de recunoștință și de dragoste ce mi-au fost arătate, a lăsat Academiei Române domeniul din comuna Fărcădinu de Jos (în prezent redenumită General Berthelot, județul Hunedoara), sumele de la banca „Marmorosch-Blank” sau în sucursalele ei din România, pentru a fi folosite la întreținerea unor tineri spre a-și completa studiile într-o școală franceză, civilă sau militară.:p. 290

La anunțarea decesului generalului Berthelot, Gheorghe Mironescu, prim-ministru al României, a trimis o telegramă către Președintele Consiliului de Miniștri din Franța:
| La mort prématurée du général Berthelot remplit de profonde douleur la nation roumaine reconnaissante au grand général pour son importante contribution à la réorganisation de l’armée roumaine, ainsi que pour sa part glorieuse dans la victoire commune. Au nom du Gouvernement roumain je prie Votre Excellence de vouloir bien agréer l’expression de nos condoléances les plus sincères. La Roumanie gardera éternellement au grand disparu un pieux souvenir. | Moartea prematură a generalului Berthelot produce o profundă durere națiunii române, recunoscătoare marelui general atât pentru importanta sa contribuție la reorganizarea armatei române, cât și pentru rolul jucat de el în victoria comună. În numele Guvernului, o rog pe excelența dumneavoastră să binevoiască să accepte condoleanțele noastre cele mai sincere. România va păstra pe veci o pioasă amintire marelui dispărut. |

Drapelele au fost coborâte în bernă și, în prezența Regelui și a cavalerilor Ordinului militar „Mihai Viteazul”, s-a ținut o slujbă de pomenire. Ministrul Instrucției Publice a hotărât ca în toate școlile din România să se țină o oră de curs consacrată memoriei defunctului general. Ziarul Viitorul a publicat următorul text: L-am iubit mult. L-am venerat. Era al Franței dar era și al nostru. Icoana sa va rămâne neuitată în cronica românismului în timp ce memoria sa va trece peste generații ca o moștenire glorioasă a națiunii.:pp 37-39

## Cariera militară
ArmaInfanterie
Grade militare
- 31.12.1913 general de brigadă
- 30.11.1914 general de divizie, cu titlu temporar
- 25.11.1915 general de divizie, cu titlu definitiv
- 05.12.1923 general de divizie, menținut în mod excepțional în activitate după ce ajunge la limita de vârstă de pensionare

Decorații franceze
- Legiunea de onoare (Légion d'honneur)
-  Cavaler (Chevalier) (11.07.1902)
-  Ofițer (Officier) (20.11.1914)
-  Comandor (Commandeur) (02.05.1916)
-  Mare ofițer (Grand Officier) (06.06.1917)
-  Marea cruce (Grand Croix) (11.07.1922).
-  Medalia militară (Médaille Militaire) (10.07.1926)
-  Crucea de război 1914-1918 (Croix de Guerre) cu frunze de palmier
-  Medalia interaliată a Victoriei⁠(fr)[traduceți] (Médaille Interalliée de la Victoire)
-  Medalia comemorativă a expediției din Tonkin⁠(fr)[traduceți] (Médaille Commémorative du Tonkin)
-  Medalia comemorativă a Marelui Război⁠(fr)[traduceți] (Médaille Commémorative de la Grande Guerre)

Decorații străine importante
-  Statele Unite ale Americii: Distinguished Service Medal⁠(en)[traduceți]
-  Italia: Ordinului Regal Sfinții Mauriciu și Lazăr⁠(it)[traduceți] cu rang de Comandor (Croce da cavaliere dei santi Maurizio e Lazzaro)
-  Italia: Ordinul Coroanei⁠(it)[traduceți] cu rang de Mare ofițer (Croce da cavaliere Ufficiale dell'ordine della corona d'Italia)
-  Maroc: Ordinul Casei Chérifiene Alaouite⁠(fr)[traduceți] cu rang de Marea Cruce (Grand Croix de l'Ordre de la Maison Chérifienne Alaouite)

Funcții
- 31.12.1913-02.08.1914 - adjunct al primului locțiitor al Șefului de Stat-Major al Armatei
- 02.08.1914-21.11.1914 - prim-adjunct al șefului din Teatrul de Operații Nord și Nord-Est (I)
- 21.11.1914-23.01.1915 - comandant al Grupului 5 ivizii de rezervă (II)
- 23.01.1915-03.08.1915 - comandant al Diviziei 53 Infanterie Rezervă (IV)
- 03.08.1915-19.09.1916 - comandant al Corpului XXXII Armată (III)
- 22.09.1916-17.05.1918 - șef al Misiunii Militare Franceze pe lângă Armata României
- 17.05.1918-05.07.1918 - în misiune în SUA
- 05.07.1918-07.10.1918 - comandant al Armatei 5 (VI)
- 28.10.1918-06.05.1919 - comandant al Armatei de la Dunăre
- 06.05.1919-10.10.1919 - la dispoziție
- 10.10.1919-01.01.1922 - guvernator militar al localității Metz și comandant superior al teritoriului Lorena
- 30.01.1920-07.12.1926 - membru al Consiliului Superior de Război
- 05.03.1923-07.12.1926 - guvernator militar al localității Strasbourg
- 07.12.1926 - trecut în rezervă.:pp I-XXXIV

## Cinstirea memoriei generalului Berthelot

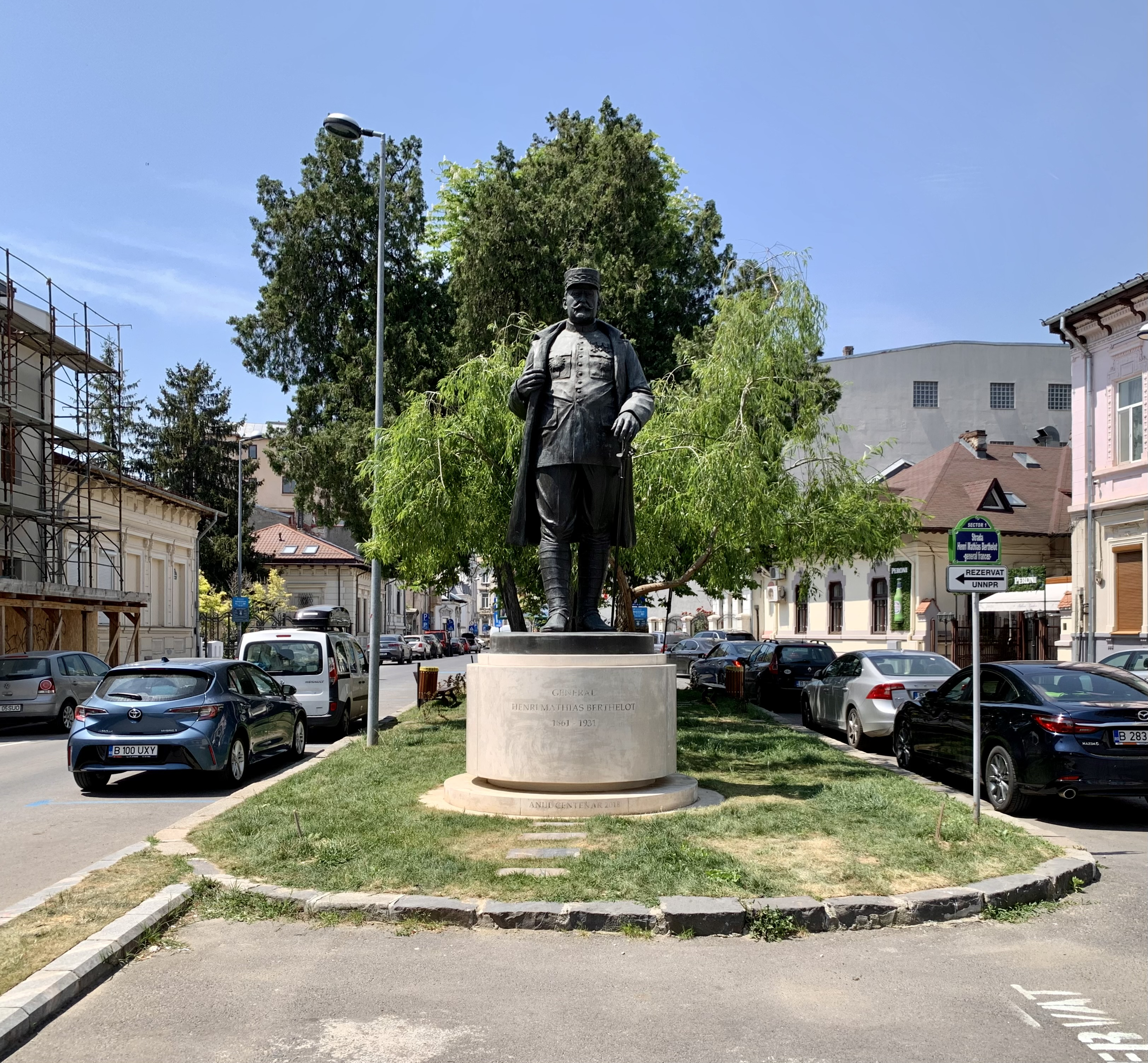
Statuia generalului Berthelot din București

- În data de 26.04.2013, Consiliul Local Galați a luat hotărârea ca intersecția dintre Bulevardele Milcov și 1 Decembrie 1918 să se numească Piața General Berthelot.
- O localitate din județul Hunedoara, denumită mai demult Fărcădinul de Jos, îi poartă numele: General Berthelot.
- Strada Fântânii din București, după ce a purtat o vreme și numele de Carl Luegger, a fost redenumită după Primul Război Mondial strada general Berthelot. În perioada comunistă, strada a purtat numele fizicianului rus Aleksandr Stepanovici Popov, iar apoi numele strada Nuferilor. După căderea comunismului, strada a reprimit numele generalului francez.

- În municipiul Iași, pe strada Berthelot Henri M., general, nr. 18 se găsește Casa General Henri Mathias Berthelot, iar la adresa Str. Agatha Bârsescu 18, în parcul Teatrului Național, se găsește bustul generalului Henry Mathias Berthelot.[18]
- Un alt bust al generalului Berthelot se găsește lângă Mausoleul de la Mărășești.

- Cu ocazia Zilei naționale a României, Consulatul General a României la Strasbourg obișnuiește să depună o coroană de flori la bustul generalului Berthelot, amplasat pe rue de Boston, in fața parcului de la citadelle Strasbourg - Esplanade.